# Oshurkovia inarmata
Oshurkovia inarmata is een mosdiertjessoort uit de familie van de Umbonulidae. De wetenschappelijke naam van de soort is, als Umbonula inarmata, voor het eerst geldig gepubliceerd in 1962 door Kluge.